# أونوريه فابري
أونوريه فابري (بالفرنسية: Honoré Fabri)‏ (و. 1607 – 1688 م) هو رياضياتي، وعالم فلك، وفيزيائي من فرنسا . ولد في فيريو-لو-غران، أين .
توفي في روما، عن عمر يناهز 81 عاماً.